# Leptoperilissus
Leptoperilissus is een geslacht van insecten uit de orde vliesvleugeligen (Hymenoptera) en de familie Ichneumonidae.

## Soorten
- L. areolaris (Hedwig, 1957)
- L. baeticus (Seyrig, 1928)
- L. denudator (Aubert, 1971)
- L. ibericus Horstmann, 1987
- L. maroccanus Horstmann, 1993
- L. microps Horstmann, 1993
- L. nitidus Horstmann, 1981
- L. obeliscator (Shaumar, 1966)
- L. oculator Aubert, 1974
- L. oraniensis Schmiedeknecht, 1913
- L. orator Aubert & Shaumar, 1978
- L. persicus Horstmann, 1993